# John Stremlau
John Stremlau (San Luis; 23 de octubre de 1953) es un exfutbolista estadounidense que jugó cinco temporadas en la North American Soccer League y seis en la Major Indoor Soccer League. En 2005, fue incluido en el Salón de la Fama del Fútbol de San Luis.

## Trayectoria
Asistió a la Universidad de Southern Illinois en Edwardsville (SIUE), donde jugó en su equipo de fútbol de 1972 a 1975. Fue elegido miembro del Salón de la Fama Atlético de SIUE en 2007.
En 1976, firmó con el Dallas Tornado de la North American Soccer League (NASL). Se mudó a St. Louis Stars para la temporada de 1977 antes de trasladarse nuevamente, esta vez al Houston Hurricane en 1978.
Cuando comenzó la Major Indoor Soccer League (MISL), la franquicia de Houston, conocida como Houston Summit, decidió importar a la mayoría de sus jugadores al equipo local de la NASL, el Houston Hurricane.
Se unió al Summit y pasó dos temporadas bajo techo con el equipo. En 1980 se mudó al St. Louis Steamers, donde jugó tres años más antes de ser cambiado a Kansas City Comets antes de su retiro en 1984.

## Selección nacional
En su primer año como profesional, formó parte del equipo olímpico de Estados Unidos que intentó, pero no pudo calificar para los Juegos Olímpicos de 1976. El 20 de abril, anotó un gol en la derrota por 3-2 ante las Bermudas.

## Clubes
| Club               | País           | Año       |
| ------------------ | -------------- | --------- |
| Dallas Tornado     | Estados Unidos | 1975-1976 |
| St. Louis Stars    | Estados Unidos | 1977      |
| Houston Hurricane  | Estados Unidos | 1978-1979 |
| Houston Summit     | Estados Unidos | 1979-1980 |
| St. Louis Steamers | Estados Unidos | 1980-1983 |
| Kansas City Comets | Estados Unidos | 1983-1984 |